# 우단담배풀

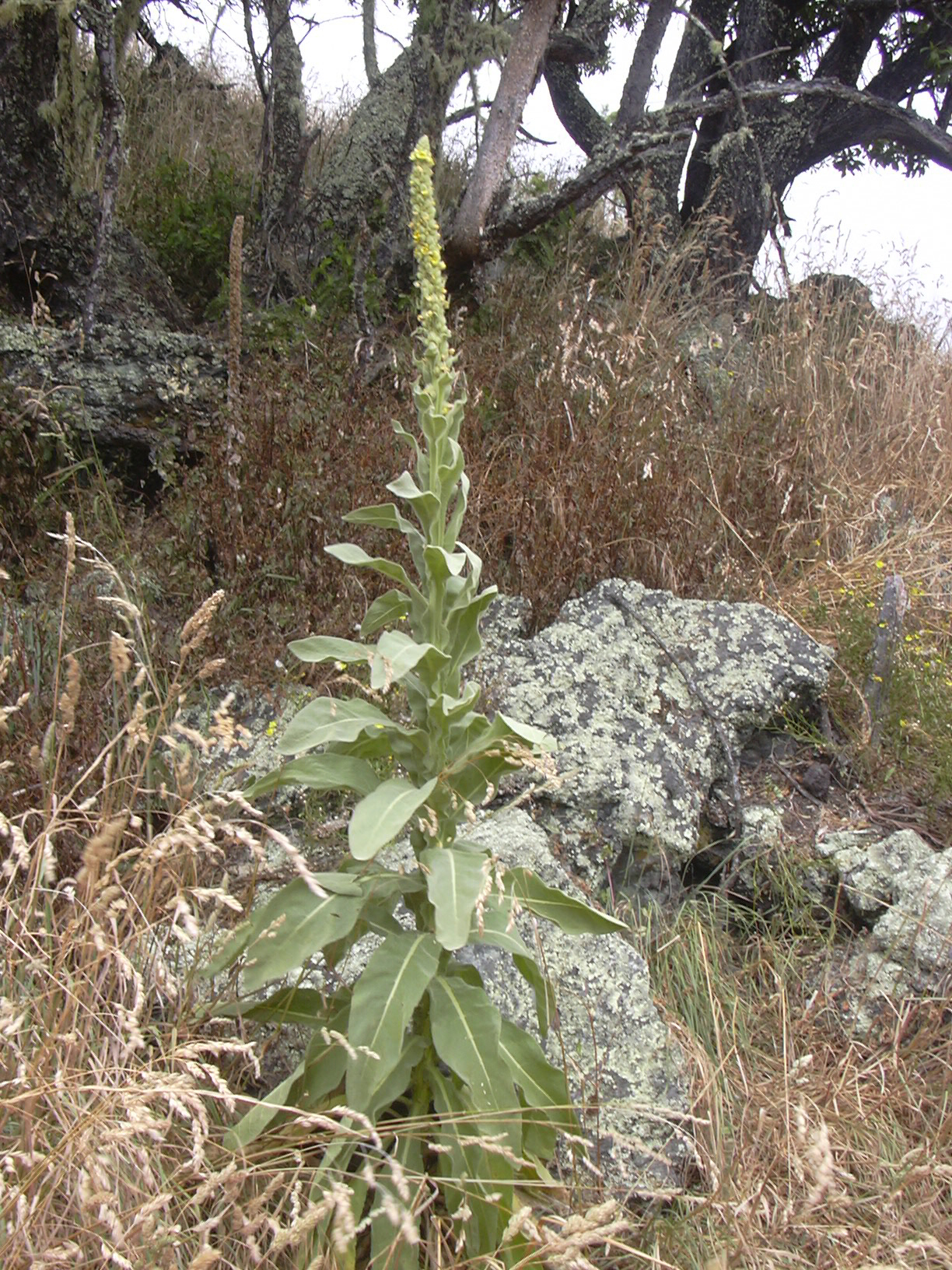

우단담배풀(Verbascum thapsus)은 유럽, 북아프리카 및 아시아가 원산지이며 아메리카 대륙과 호주에 도입된 종이다.
털이 많은 두해살이 식물로 높이 2m 이상까지 자랄 수 있다. 작고 노란색의 꽃은 큰 줄기에 빽빽하게 모여 있으며, 큰 장미꽃잎에서 자란다. 다양한 서식지에서 자라지만, 토양 종자 은행에 남아 있는 오래 지속되는 종자로부터 땅이 빛을 받은 직후 나타날 수 있는 빛이 잘 들고 교란된 토양을 선호한다. 종자를 많이 생산하여 퍼지는 일반적인 잡초 식물이며, 온대 지역에 침입하게 되었다. 이는 대부분의 농작물에 있어 사소한 문제이다. 왜냐하면 경쟁 종이 아니며 다른 식물의 그늘을 견디지 못하고 경작에서 살아남을 수 없기 때문이다. 또한 많은 곤충이 서식하고 있으며 그 중 일부는 다른 식물에 해로울 수 있다. 개체는 손으로 제거하기 쉽지만, 개체군은 영구적으로 제거하기 어렵다.
전통의학에서 일반적으로 사용되지만 이 식물로 승인된 약물은 만들어지지 않는다. 염료와 횃불을 만드는 데 사용되었다.